# 曼努埃爾·羅哈斯 (智利)
曼努埃尔·罗哈斯·塞波维达（西班牙語：Manuel Rojas Sepulveda，（1896年1月8日—1973年3月11日）），智利作家。
罗哈斯出生于阿根廷首都布宜诺斯艾利斯，1899年随父母返回智利首都圣地亚哥。1903年其父去世，罗哈斯随母亲再次移居布宜诺斯艾利斯，并在那里接受了小学教育。
1912年，罗哈斯弃学回国，作为一个非熟练工，他从事过多种体力劳动，并参加无政府主义者的活动。这段生活为其之后的写作生涯积累了大量素材。1921年，他的诗集在阿根廷出版。其后，罗哈斯先后在智利国家图书馆和智利大学工作，并接受了写作训练。在此后的岁月里，罗哈斯逐渐成为智利著名的记者和文学家，1957年，他被授予智利国家文学奖。
罗哈斯的作品始终关注工人阶层，他注重故事人物的心理描写，这是他与同时期其他拉美文学流派的主要不同之处之一。